# Ectoblemma
Ectoblemma là một chi bướm đêm thuộc họ Noctuidae.